# Friedrich Wilhelm Ebel

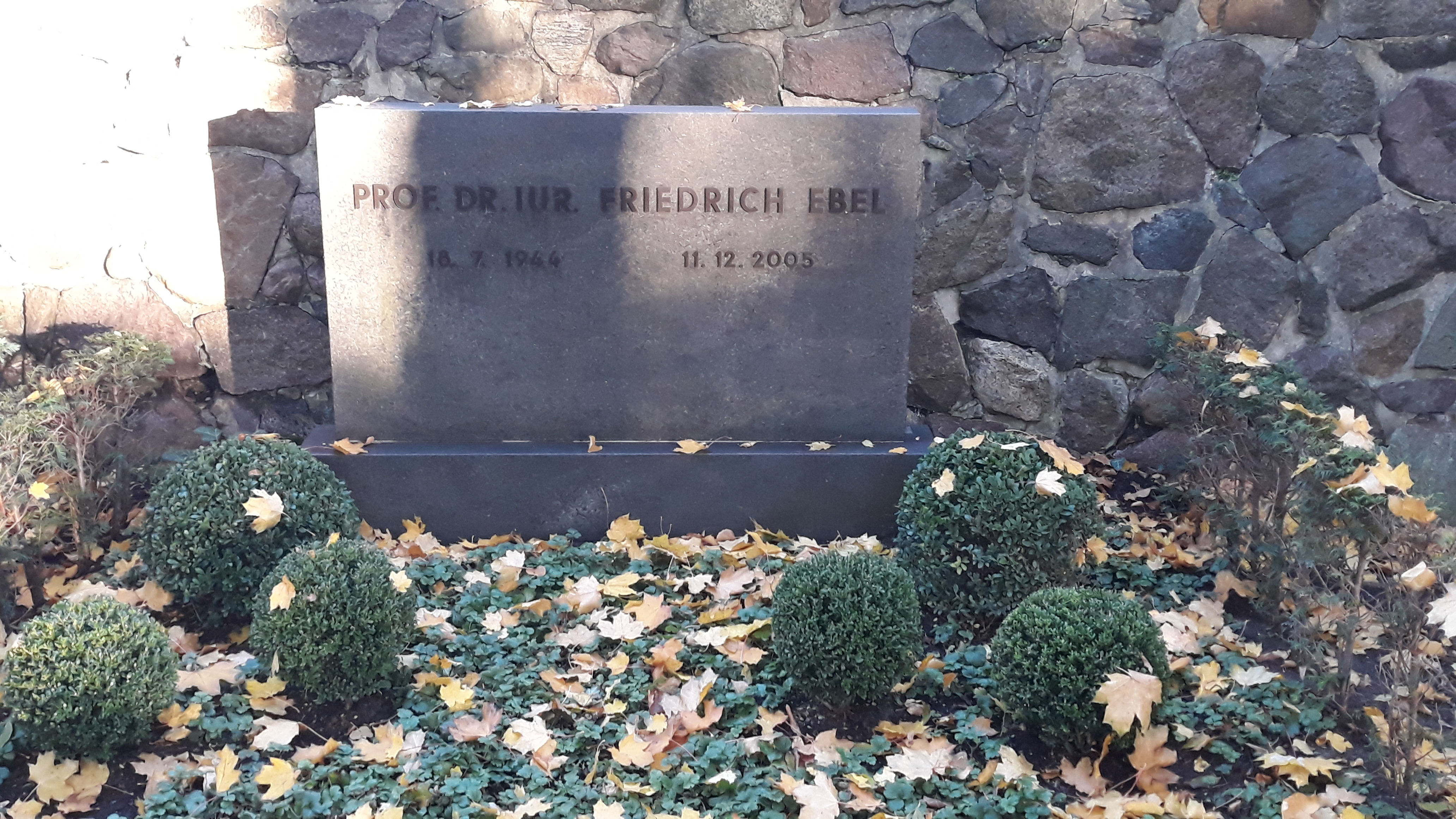
Das Grab von Friedrich Ebel auf dem Friedhof Dahlem in Berlin.

Friedrich Wilhelm Ebel (* 18. Juli 1944 in Göttingen; † 11. Dezember 2005 in Berlin) war ein deutscher Jurist und Professor für Deutsche Rechtsgeschichte und Privatrecht an der Freien Universität Berlin.

## Karriere
Ebel wurde 1944 in Göttingen als Sohn des Rechtshistorikers Wilhelm Ebel (1908–1980) geboren. Er studierte an den Universitäten Tübingen, Heidelberg und Bonn Rechtswissenschaft. Während seines Studiums wurde er 1964 Mitglied der Tübinger Burschenschaft Derendingia.
Nach seiner Promotion zum Dr. jur. zum Thema Über Legaldefinitionen in Tübingen habilitierte er 1978 mit einer Arbeit zum Thema Berichtung, Transactio und Vergleich. Im selben Jahr trat er eine Stelle als Professor an der Universität Bielefeld an. 1981 erhielt er den Ruf als Professor für Deutsche Rechtsgeschichte und Privatrecht an die Freie Universität Berlin.
Friedrich Wilhelm Ebel starb 2005 im Alter von 61 Jahren in Berlin. Sein Grab befindet sich auf dem Friedhof Dahlem.

## Schriften (Auswahl)
- Über Legaldefinitionen. Duncker und Humblot, Berlin, 1974
- Berichtung, transactio und Vergleich. Mohr, Tübingen, 1978
- 200 Jahre preussischer Zivilprozess. de Gruyter, Berlin, 1982
- Savigny officialis. de Gruyter, Berlin, 1987
- "Der papierne Wisch" : die Bedeutung der Märzrevolution 1848 für die preußische Verfassungsgeschichte. de Gruyter, Berlin, 1998
- Rechtsgeschichte : von der Römischen Antike bis zur Neuzeit. Müller, Heidelberg, 2003
- Unseren fruntlichen grus zuvor : deutsches Recht des Mittelalters im mittel- und osteuropäischen Raum. Böhlau, Köln, 2004